# Episodi di Zoo (prima stagione)
La prima stagione della serie televisiva Zoo è stata trasmessa in prima visione sulla CBS dal 30 giugno al 15 settembre 2015.
In Italia la serie è andata in onda dal 12 ottobre al 16 novembre 2015 sul canale Rai 4 del digitale terrestre con un doppio episodio a settimana in prima serata.
| nº | Titolo originale              | Titolo italiano                                | Prima TV USA      | Prima TV Italia  |
| -- | ----------------------------- | ---------------------------------------------- | ----------------- | ---------------- |
| 1  | First Blood                   | Il principio                                   | 30 giugno 2015    | 12 ottobre 2015  |
| 2  | Fight or Flight               | Reagire o scappare                             | 7 luglio 2015     | 12 ottobre 2015  |
| 3  | The Silence of the Cicadas    | Un primo passo                                 | 14 luglio 2015    | 19 ottobre 2015  |
| 4  | Pack Mentality                | Nuovi indizi                                   | 21 luglio 2015    | 19 ottobre 2015  |
| 5  | Blame It on Leo               | Catena alimentare                              | 28 luglio 2015    | 26 ottobre 2015  |
| 6  | This Is What It Sounds Like   | La cellula madre                               | 4 agosto 2015     | 26 ottobre 2015  |
| 7  | Sleuths                       | Branco                                         | 11 agosto 2015    | 2 novembre 2015  |
| 8  | The Cheese Stands Alone       | Mutazione genetica                             | 18 agosto 2015    | 2 novembre 2015  |
| 9  | Murmuration                   | Comunicazioni a distanza                       | 25 agosto 2015    | 9 novembre 2015  |
| 10 | Emotional Contagion           | Contagio emotivo                               | 1 settembre 2015  | 9 novembre 2015  |
| 11 | Eats, Shoots and Leaves       | Il cucciolo                                    | 8 settembre 2015  | 16 novembre 2015 |
| 12 | Wild Things                   | La cura                                        | 8 settembre 2015  | 16 novembre 2015 |
| 13 | That Great a Big Hill of Hope | Questa magnifica grande collina della speranza | 15 settembre 2015 | 16 novembre 2015 |

## Il principio
- Titolo originale: First Blood
- Diretto da: Brad Anderson
- Scritto da: Josh Appelbaum, André Nemec, Jeff Pinkner, Scott Rosenberg

Lo zoologo Jackson Oz che vive in Botswana si mette in viaggio con l'amico Abraham per raggiungere un villaggio di turisti che da due giorni non risponde alla radio. Nel villaggio non vi è nessuno ma ci sono tracce di un leone, o forse di più leoni che confondono le proprie tracce. Nella savana trovano un pulmino e una ragazza francese sopravvissuta all'attacco di alcuni leoni.  Abraham viene attaccato e Jackson costretto a scappare con Cloe, la ragazza francese. Tornati al campo base capiscono che forse Abraham è ancora vivo e infatti lo trovano su un albero. Intanto a Los Angeles si verificano diversi attacchi da parte di leoni fuggiti dallo zoo e una giornalista indaga insieme ad un patologo per capire se la colpa sia dei mangimi utilizzati negli zoo e prodotti tutti dalla Reiding Global, una multinazionale contro cui Jamie, la giornalista si batte da anni.

## Reagire o scappare
- Titolo originale: Fight or Flight
- Diretto da: Michael Katleman
- Scritto da: Jeff Pinkner e Scott Rosenberg

In varie parti del mondo si intensificano gli attacchi di animali e Cloe, che lavora per i servizi di intelligence francese viene chiamata per indagare. Per un caso di attacco di cani a danno di sei persone scopre che i cani hanno agito con intelligenza ma non per mangiare quindi rimane ignoto il movente. Intanto Jackson riesce a salvare Abraham dall'albero intuendo che i leoni hanno agito non spinti dalla fame ma per avvertire gli uomini che gli animali non hanno più paura degli umani. Questo lo porta in Giappone ultimo luogo in cui aveva lavorato suo padre che teorizzava il momento in cui questo sarebbe accaduto. Jamie e Mitch intanto scoprono stranezze nelle onde cerebrali di un leone alimentato con i mangimi sotto inchiesta per l'uso di pesticidi e provano a convincere un senatore ad aprire una inchiesta sulla multinazionale che li produce ma l'incontro non va a buon fine.

## Un primo passo
- Titolo originale: The Silence of the Cicadas
- Diretto da: Chris Long
- Scritto da: Denitria Harris-Lawrence

Jackson e Abraham si recano a casa del padre a Tokyo ma l'aereo su cui viaggiano viene attaccato dai pipistrelli. Riescono comunque ad arrivarci. Analizzano tutto il materiale del professore, che per le sue teorie era diventato pazzo e si era suicidato. Mentre si trovano lì, vengono raggiunti da un agente francese che li riporta in città e li fa incontrare con Cloe, Mitch e Jamie: saranno in squadra per fronteggiare gli attacchi degli animali. Intanto in Mississippi nel penitenziario di Biloxi un branco di lupi attacca le guardie e uccide tutti tranne un uomo.

## Nuovi indizi
- Titolo originale: Pack Mentality
- Diretto da: David Grossman
- Scritto da: Bryan Oh

In Antartide un branco di pipistrelli attacca una stazione di ricerca. Intanto Jackson, Cloe e Jamie si recano al carcere attaccato dai lupi e lì Jackson vedendo il video dell'attacco scopre che il detenuto che non è stato attaccato era come il capo alfa del branco dei lupi. Era un biologo che un giorno aveva ucciso dei cacciatori dicendo che tutti i cacciatori dovevano morire ed era in attesa di essere giustiziato. I lupi hanno coperto le proprie tracce e fatto scappare Evan Lee Artley, il carcerato che i lupi ritengono il proprio capobranco.
Intanto Abraham e Mitch devono scovare un lupo e catturarlo. Ci riescono e scoprono che il lupo aveva in corpo un batterio che è la probabile causa del comportamento anomalo. Scoprono anche che il detenuto era amico del professor Oz, il padre di Jackson.

## Catena alimentare
- Titolo originale: Blame It on Leo
- Diretto da: Steven A. Adelson
- Scritto da: Jay Faerber

Mitch trova una corrispondenza tra il batterio del lupo e il comportamento dei lupi al penitenziario e chiede un parere ad un chimico che lavora per la Reiding Global: Leo Butler,  lo stesso nome scritto sulla bibbia di Evan Lee. Jamie, Jackson e l'agente Sheffer lo cercano e Leo rivela che la Reiding aveva messo a punto un vettore in grado di modificare le cellule a livello genetico,  ma quando si accorsero dei pericolosi effetti collaterali era ormai troppo tardi e il vettore era stato immesso in qualsiasi prodotto della Reiding. La cellula madre di questo vettore è in mano sua ed evidenza di consegnarlo a Jamie, ma durante il tragitto vengono speronati da un'auto. Feriti vengono derubati della cellula madre. Intanto Cloe, Abraham e Mitch vanno a Rio per cercare una soluzione all'invasione di pipistrelli che sta affliggendo la città.

## La cellula madre
- Titolo originale: This Is What It Sounds Like
- Diretto da: David Solomon
- Scritto da: Carla Kettner

È stato Evan Lee a rubare la cellula madre ed entra da un ottico per costringerlo ad iniettare nel suo occhio la cellula madre convinto che sia la cura, ma le cose non vanno come pensa e muore proprio all'arrivo della squadra che vorrebbe delle risposte. Con loro c'è anche l'agente Sheffer che rimasto solo con l'ottico lo uccide. Più tardi in albergo Sheffer cerca di rubare la cellula madre e Jamie per salvare Jackson spara all'agente uccidendolo.

## Branco
- Titolo originale: Sleuths
- Diretto da: Dean White
- Scritto da: Dee Harris-Lawrence

Appreso che Sheffer era corrotto dalla Reiding la squadra si reca a Parigi per un attacco di un branco di orsi, e cercano di entrare nel database della società  per trovare la prova del pagamento di Sheffer. Intanto Mitch riesce ad analizzare un orso e trova sia la pupilla indomita (che è la prova dell'infezione da cellula madre) sia una strana mutazione della pelle: gli orsi stanno sviluppano una specie di esoscheletro. La cellula madre accelera le mutazioni naturali delle specie animali che si svilupperebbero in centinaia di anni, e potrebbe quindi aiutare sviluppare un vaccino.

## Mutazione genetica
- Titolo originale: The Cheese Stands Alone
- Diretto da: Eric Laneuville
- Scritto da: Jay Faerber e Scott Rosenberg

Mitch contatta la Reiding per consegnare la cellula madre e in cambio avrà la cura per sua figlia malata. Intanto la squadra viene mandata a Boston per catturare dei topi molto aggressivi che hanno ucciso un intero equipaggio di una nave che trasportava prodotti della Reiding. Mitch ci ripensa e riesce a scappare portandosi via la cellula madre e la cura per sua figlia.

## Comunicazioni a distanza
- Titolo originale: Murmuration
- Diretto da: Michael Katleman
- Scritto da: Bryan Oh

Mentre era alla Reiding Mitch vede il capo di Cloe, De la Vent, e scopre così che quest'ultimo è pagato dalla multinazionale. La squadra era stata messa in piedi per trovare qualche risposta per i media ma non doveva scoprire la verità quindi vengono tutti accusati di complicità nell'omicidio di Sheffer e le loro foto diffuse sulle TV. Mitch riesce a portare le medicine alla figlia che è stata attaccata in un parco da migliaia di uccelli.

## Contagio emotivo
- Titolo originale: Emotional Contagion
- Diretto da: Christine Moore
- Scritto da: Jay Faerber

Arrivati in Zambia insieme a Ray cercano i leopardi, l'unico animale mutato senza il vettore attivato dalla Reiding. Durante la caccia Ray muore. Preso un cucciolo dalla tana stanno per tornare al villaggio quando vengono fermati da un gruppo di ribelli e Jackson viene ferito. Intanto Cloe viene rapita dalla Reiding e torturata per sapere dove è diretta la squadra ma viene salvata da De la Vent.

## Il cucciolo
- Titolo originale: Eats, Snoots and Leaves
- Diretto da: Zetna Fuentes
- Scritto da: Rebekah F. Smith

La situazione precipita quando Jackson si fa male durante la missione del team in Zambia e si scopre che l'ospedale è invaso da animali mutati.

## La cura
- Titolo originale: Windows Things
- Diretto da: John Polson
- Scritto da: Carla Kettner

Jackson viene portato all'ospedale che è sotto assedio: leoni, leopardi e coccodrilli seminano il panico. Trovano un dottore disposto a fare l'operazione mentre Mitch e Jamie cercano di estrarre la cura dalla cellula madre e di iniettarla al cucciolo. La cura però non funziona, forse perché  iniettata nel muscolo, serve un veicolo che la porti velocemente al cervello. Non avendo più tempo a disposizione decidono di portare il cucciolo con loro negli Stati Uniti e cercare qua la cura migliore. Intanto Cloe viene portata a un congresso di scienziati per dire ciò che la squadra ha scoperto ma viene creduta solo da una donna che la prende nel suo gruppo di lavoro, mentre gli altri scienziati decidono che sarebbe meglio uccidere tutte le specie infette e ripopolare la Terra con animali clonati e manipolati geneticamente. Appena Jackson si riprende dall'intervento la squadra parte per Washington ma l'aereo precipita in mare a causa di un attacco degli uccelli. Dopo l'incidente Jamie è l'unica scomparsa.

## Questa magnifica grande collina della speranza
- Titolo originale: This Great a Big Hill of Hope
- Diretto da: Michael Katleman
- Scritto da: Jeff Pinkner e Scott Rosenberg

Creduta morta Jamie viene salvata da un pescatore e rimane isolata per alcuni mesi. La squadra senza più la cura né il cucciolo di leopardo viene sciolta. Un comitato internazionale capeggiato dalla Reiding cerca una soluzione, mentre gli attacchi da parte degli animali sono sempre più frequenti. Cloe e Jackson collaborano con il governo per trovare un altro leopardo in Zambia prima che siano tutti contagiati dai prodotti della Reiding e poter di nuovo ricominciare a testare una cura, ma non se ne trovano più. In più non sanno come somministrare a tutti gli animali la cura, fino a quando Jackson ha l'intuizione di utilizzare le zanzare come vettore. Dopo mesi di convalescenza Jamie riesce a contattare Mitch e a fargli sapere che il pescatore ha salvato lei e il cucciolo di leopardo: trovare la cura ora è possibile. La squadra si incontra di nuovo per partire e andare da Jamie ma a Washington trovano le strade invase da animali.